# مالی هاسکل

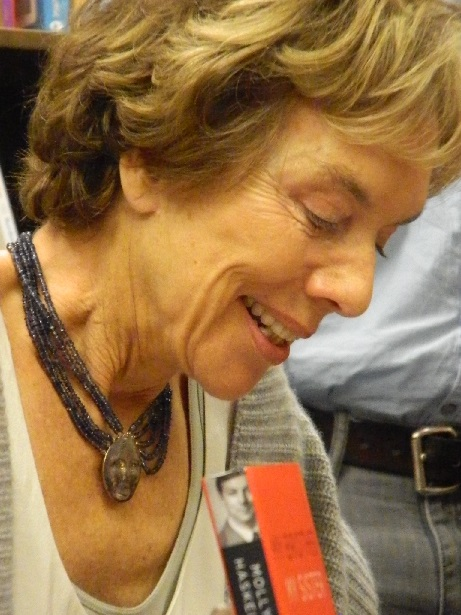
نگارهٔ مالی هاسکل، نویسنده و منتقد سینما - ۲۰۱۳

مالی هاسکل (به انگلیسی: Molly Haskell) (زادهٔ ۲۹ سپتامبر ۱۹۳۹ در کارولینای شمالی) نویسنده، نظریه‌پرداز و منتقد فیلم با گرایش فمینیست است. تأثیرگذارترین کتاب او «از تکریم تا تجاوز: تلقی از زنان در فیلم‌ها» نام دارد. او این کتاب را در سال ۱۹۷۴ به چاپ رساند و نسخهٔ تجدید نظرشده‌ای از آن‌را در سال ۱۹۸۷ دوباره چاپ کرد. او همسر اندرو ساریس نظریه‌پردازان آمریکایی و و بنیان‌گذار نظریهٔ مؤلف در آمریکاست.

## نظریات سینمایی
مالی هاسکل به همراه مارجری روزن و جوئن ملن در زمرهٔ اولین نظریه‌پردازان فمینیست سینما محسوب می‌شوند. این افراد به نحوهٔ تصویرکردن زنان در فیلم‌ها توجه کردند. نظریات این دو نفر بعدها توسط نظریه‌پردازان جدیدتر فمینیست کنار نهاده شد.
هاسکل اعتقاد دارد که فیلم‌های کلاسیک معمولاً از زنان یک تصویر درجه دوم می‌کشند. او در فیلم‌های گوناگون ردپای چندین زن مختلف را می‌یابد که همیشه شخصیت‌های پایین تصویر شده‌آند.

## شخصیت‌های زن در فیلم‌ها
از دید هاسکل سه نوع شخصیت زن در فیلم‌های کلاسیک یافت می‌شود:
1. زنان فوق‌العاده (به طور مثال زنانی که نقش آن‌ها را کاترین هیپبورن و بت دیویس بازی می‌کنند)
2. زنان معمولی (معمولاً به شکلی عوامانه یا به شکل یک قربانی ترسیم می‌شوند)
3. زنان معمولی که به زنان فوق‌العاده تبدیل می‌شوند (قربانی‌ای برمی‌خیزد)

## موضوعات در باب زنان در فیلم‌ها
از دید هاسکل موضوعات فیلم کلاسیک در باب زنان در همین موارد خلاصه می‌شود. یعنی این فیلم‌ها قادر نیستند که درک درستی از ماهیت و رفتارهای زنان داشته باشند.
1. ایثار (به طور مثال مادری که برای فرزند خود ایثار می‌کند)
2. رنج (زنی که رازی پنهان دارد یا ناخوشی و بیماری)
3. انتخاب
4. رقابت (معمولاً عشقی)

## فهرست منابع
- ویکی‌پدیای انگلیسی
- هیوارد، سوزان، مفاهیم کلیدی در مطالعات سینمایی، ترجمهٔ فتاح محمدی، نشر هزاره سوم ۱۳۸۱، صص ۲۷۵-۲۷۷